# Al Barrow

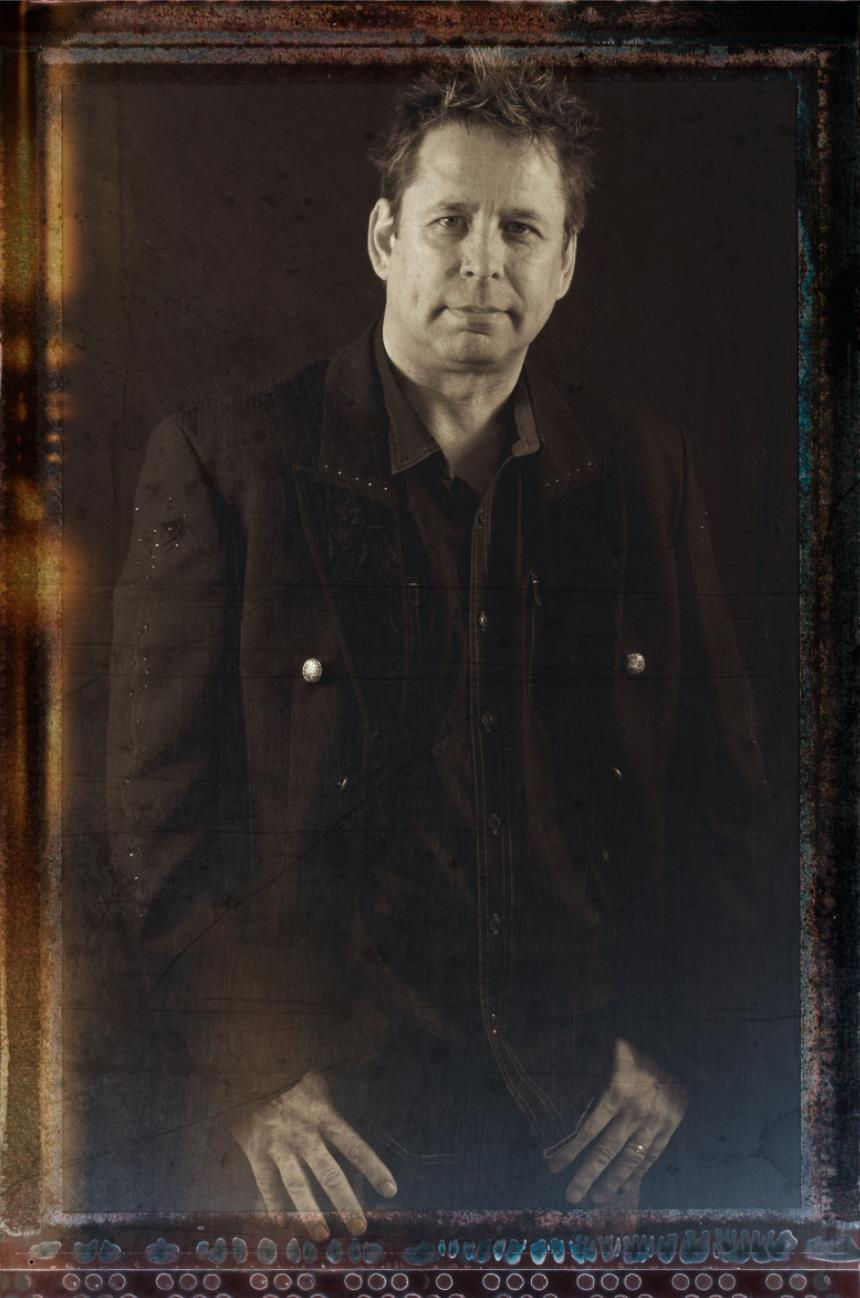
Al Barrow (2017)

Al Barrow (* 1968 in Wolverhampton) ist ein englischer Bassist, der als Mitglied der Hard-Rock-Band Magnum bekannt wurde.
Barrow trat Magnum 2001 bei, nachdem er bereits Mitglied von Hard Rain gewesen war, einer Gruppe, die von den Magnum-Mitgliedern Bob Catley und Tony Clarkin gegründet wurde, während Magnum von 1996 bis 2000 pausierte.
Barrow spielt nicht nur Bassgitarre, sondern interessiert sich auch für Design und Fotografie. Mit seiner Firma Generic Designs hat er Albumcover für Magnum und verschiedene andere Künstler weltweit entworfen, unter anderem die Cover der Magnum-Alben Breath of Life (2002), Brand New Morning (2004), The Visitation (2011), Evolution (2011) und Escape from the Shadow Garden – Live 2014 (2014).
Bevor er sich Magnum anschloss, trat Barrow als Session-Musiker auf, sowohl als Bassist als auch als Background-Sänger. Er hatte seine eigene Band, Sahara Darc, und plante, einige seiner in den 1990er-Jahren geschriebenen Songs neu aufzunehmen. Barrow ist Endorser von Fender, Line 6 und Warwick.
Barrow und seine Frau zogen 2016 nach Chattanooga, Tennessee in den Vereinigten Staaten.
Am 25. Juni 2019 kündigte Barrow an, Magnum zu verlassen. Er war weiterhin für die Online-Profile von Magnum zuständig, bis die Band sich 2024 auflöste.

## Diskographie
Studio-Alben als Teil von Hard Rain
- When the Good Times Come (1999)

Studio-Alben als Teil von Magnum
- Breath of Life (2002)
- Brand New Morning (2004)
- Princess Alice and the Broken Arrow (2007)
- Into the Valley of the Moonking (2009)
- The Visitation (2011)
- On the 13th Day (2012)
- Escape from the Shadow Garden (2014)
- Sacred Blood „Divine“ Lies (2016)
- Lost on the Road to Eternity (2017)

Sonstige
- When Empires Burn, Bob Catley (2003)
- Spirit of Man, Bob Catley (2006)